# إرنست إم. إلير
إرنست إم. إلير (بالإنجليزية: Ernest M. Eller)‏ هو ضابط أمريكي، ولد في 23 يناير 1903 في ماريون في الولايات المتحدة، وتوفي في 30 يوليو 1992 في أنابولس في الولايات المتحدة.